# Gillois (amfibievoertuig)

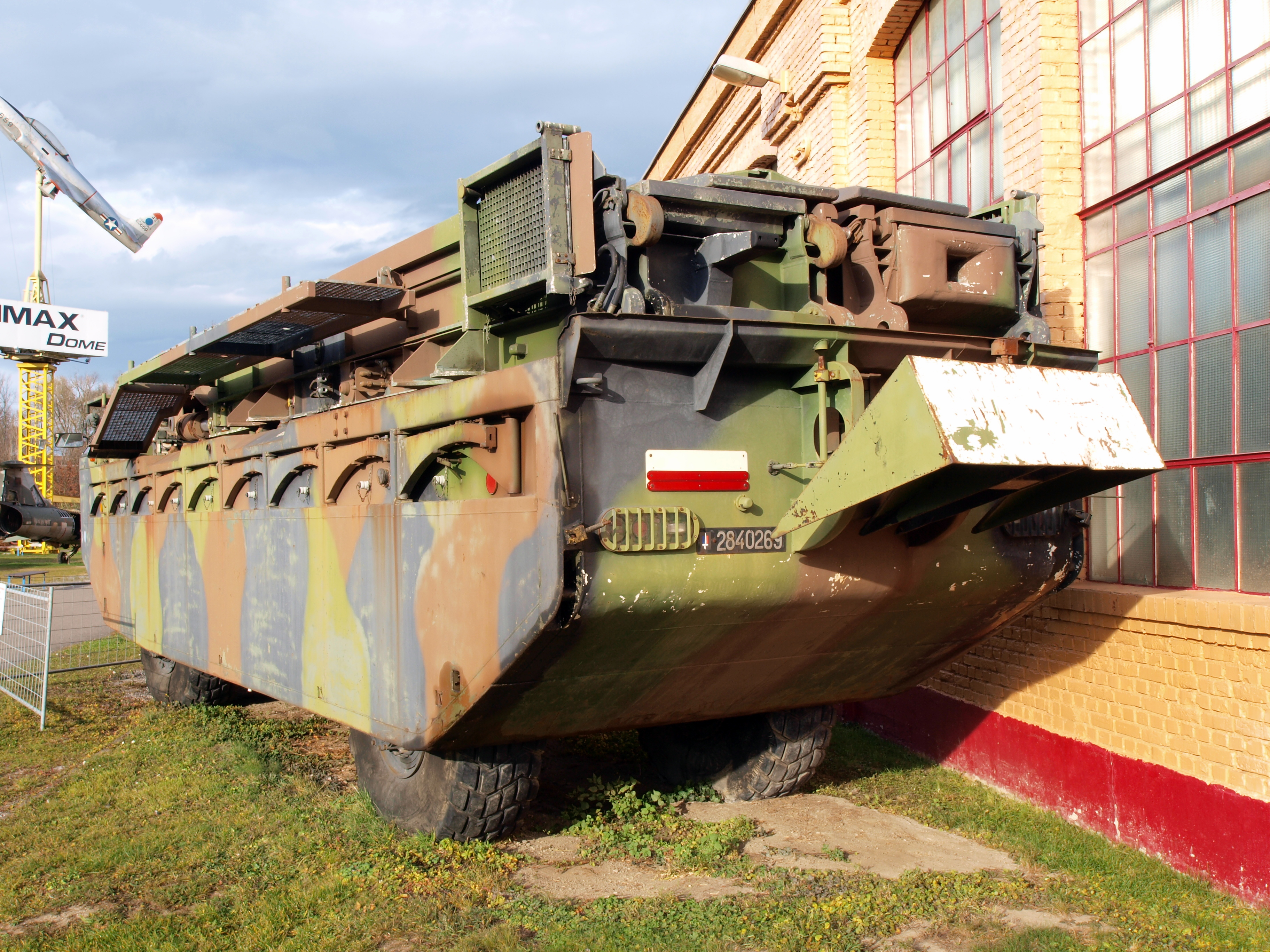
Gillois – achteraanzicht (Speyer), onder de bogen aan de zijkant waren de opgeblazen kussens bevestigd

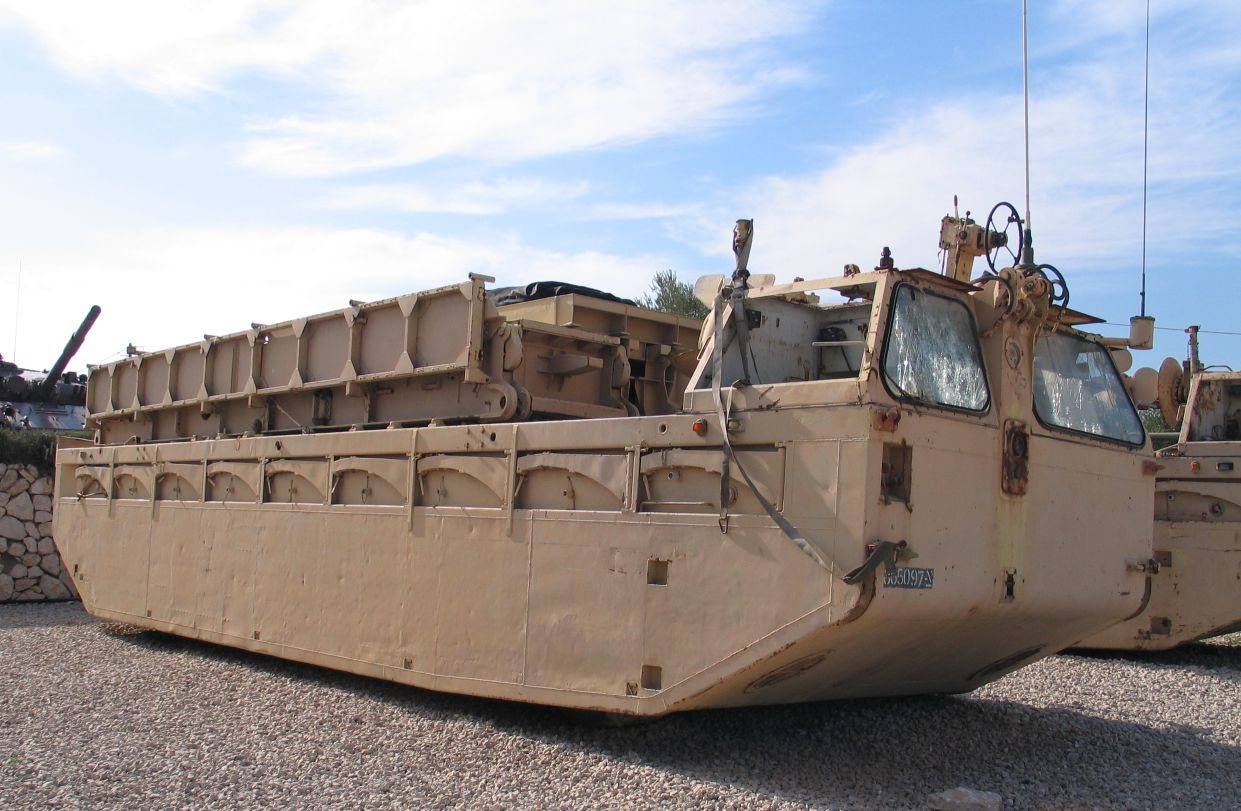
Gillois met ingetrokken wielen

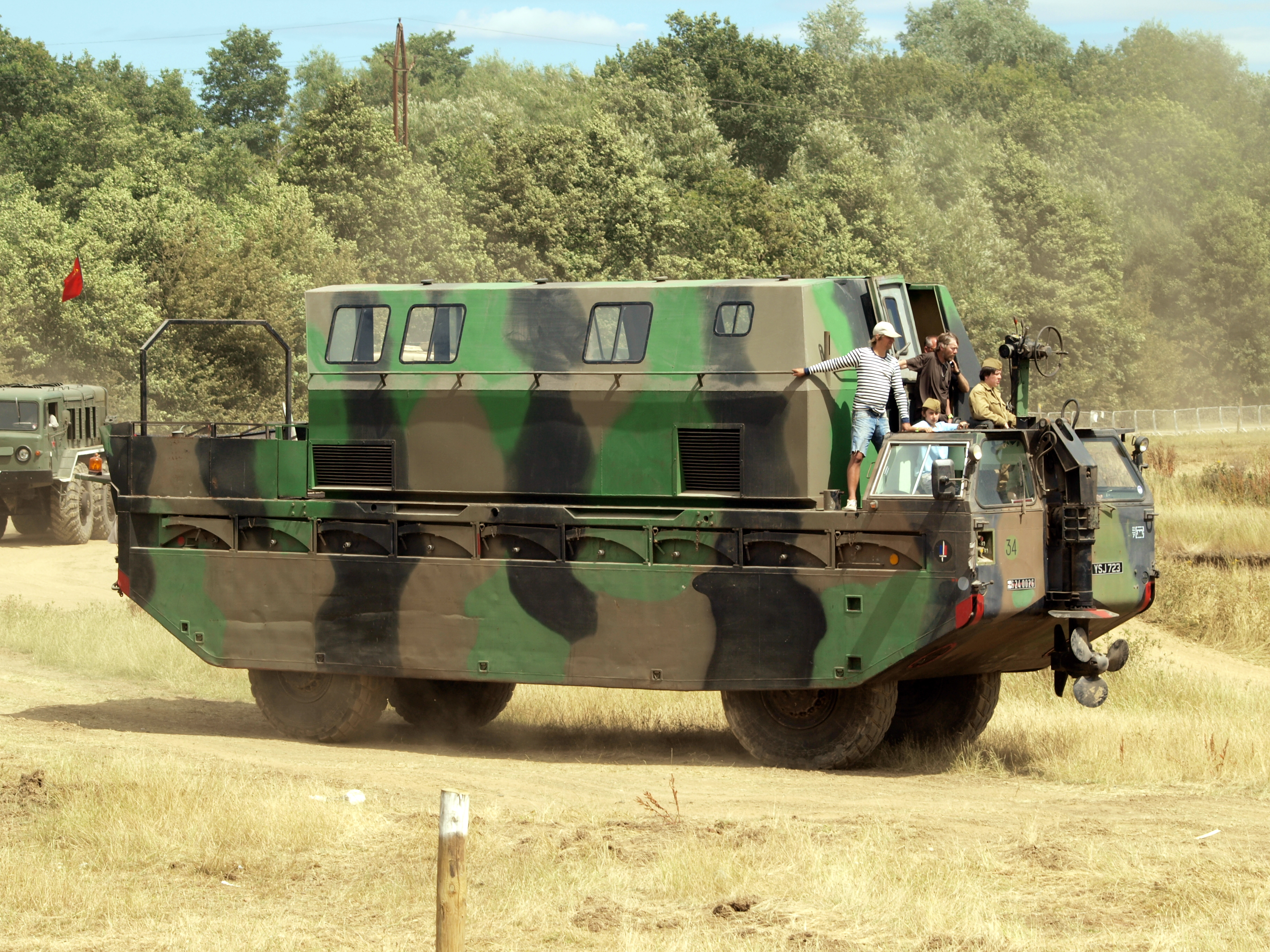
Gillois M2 met cabine, de schroef aan de voorzijde is hier zichtbaar

De Gillois is een Frans militair amfibievoertuig. Het voertuig werd in de jaren vijftig en zestig van de twintigste eeuw gebruikt om snel een verbinding tussen twee oevers te maken. Diverse voertuigen werden aan elkaar gekoppeld en dan gebruikt als veerpont of ze maakten een vaste verbinding. De voertuigen hadden op het laadruim een rijplaat liggen. Er waren twee versies, een was geschikt voor het verbindingspunt met de oever en diende als op- of afrijplaat. De andere versie waren brugdelen en lagen tussen de op- en afrijplaten. Het aantal voertuigen wat aan elkaar werd gekoppeld was afhankelijk van het gewicht van het te verplaatsen materieel of de afstand tussen de oevers.

## Geschiedenis
Het voertuig is een ontwerp van de Franse generaal J. Gillois. De voertuigen werden geproduceerd in Duitsland door EWK, de afkorting voor Eisenwerke Kaiserslautern Göppner GmhB. Ze werden gebruikt door het Franse leger. Er kwam later een verbeterde versie, de M2. Deze werd ook gekocht door het Britse en Duitse leger en ook het Amerikaanse leger in Duitsland kocht een aantal exemplaren. Buiten Europa kocht Singapore een aantal voertuigen. 

## Beschrijving
Het amfibische voertuig heeft een Deutz 12 cilinder luchtgekoelde dieselmotor met een vermogen van 220 pk. Alle vier de wielen zijn aangedreven. De cabine aan de voorzijde is groot genoeg om de bemanning van vier personen te vervoeren. Op het laadgedeelte liggen de op- of afrijplaten of de normale rijplaten. Voor het voertuig wordt ingezet, worden de rijplaten in een hoek van 90 graden gedraaid en aan elkaar gekoppeld.
Om het drijfvermogen van de voertuigen te vergroten zitten aan beide zijden van het voertuig opblaasbare rubberen kussens. Eenmaal opgeblazen zijn de kussens 11 meter lang en hebben een diameter van 1,4 meter. De totale breedte van het voertuig verdubbelt dan bijna tot zes meter. In het voertuig is een compressor aanwezig. Met daglicht had een getrainde bemanning ongeveer 25 minuten nodig om het voertuig geschikt te maken voor inzet in het water.
Voor het varen beschikt de Gillois over een scheepsschroef die bij de bestuurderscabine werd bevestigd. Om de weerstand in het water te verminderen zijn de vier wielen intrekbaar. De brandstoftanks hebben een capaciteit van 547 liter.
Het draagvermogen van vier gekoppelde Gillois voertuigen is ongeveer 100 ton. Het laadvermogen is mede afhankelijk van de stroomsnelheid van het water waarin deze veerpont wordt ingezet. Als brug konden voertuigen met een maximaal gewicht van 60 ton de oversteek maken.
De verbeterde versie had als belangrijkste voordeel dat ze sneller inzetbaar waren dan de eerste versie. De voertuigen kregen ook een zwaardere motor met een vermogen van 250 pk, eveneens van Deutz.